# Samuel Bayer
Samuel David Bayer (Syracuse, 17 de fevereiro, 1962) é um diretor de videos comerciais e musicais.
Já dirigiu clipes de diversas bandas, como Nirvana, Ozzy Osbourne, The Cranberries, Green Day, Ramones, Garbage, My Chemical Romance, The Strokes, Blink 182 entre muitas outras.
Bayer estreou no cinema com a direção do remake A Hora do Pesadelo, lançado em 2010.